# Земо-Шухути
Земо-Шухути (груз. ზემო შუხუთი) — село в Грузии, на территории Ланчхутского муниципалитета края (мхаре) Гурия.

## География
Село находится в западной части Грузии, к югу от реки Риони, на расстоянии приблизительно 2 километров (по прямой) к востоку от города Ланчхути, административного центра муниципалитета. Абсолютная высота — 18 метров над уровнем моря.

## Население
По результатам официальной переписи населения 2014 года, в Земо-Шухути проживало 359 человек (179 мужчин и 180 женщин). В национальной структуре населения грузины составляли 99,7 %, русские — 0,3 %.
| Год  | Население, человек |
| ---- | ------------------ |
| 2002 | 480                |
| 2014 | ↘ 359              |